# 이슬라마바드 매리엇 호텔 폭탄 테러

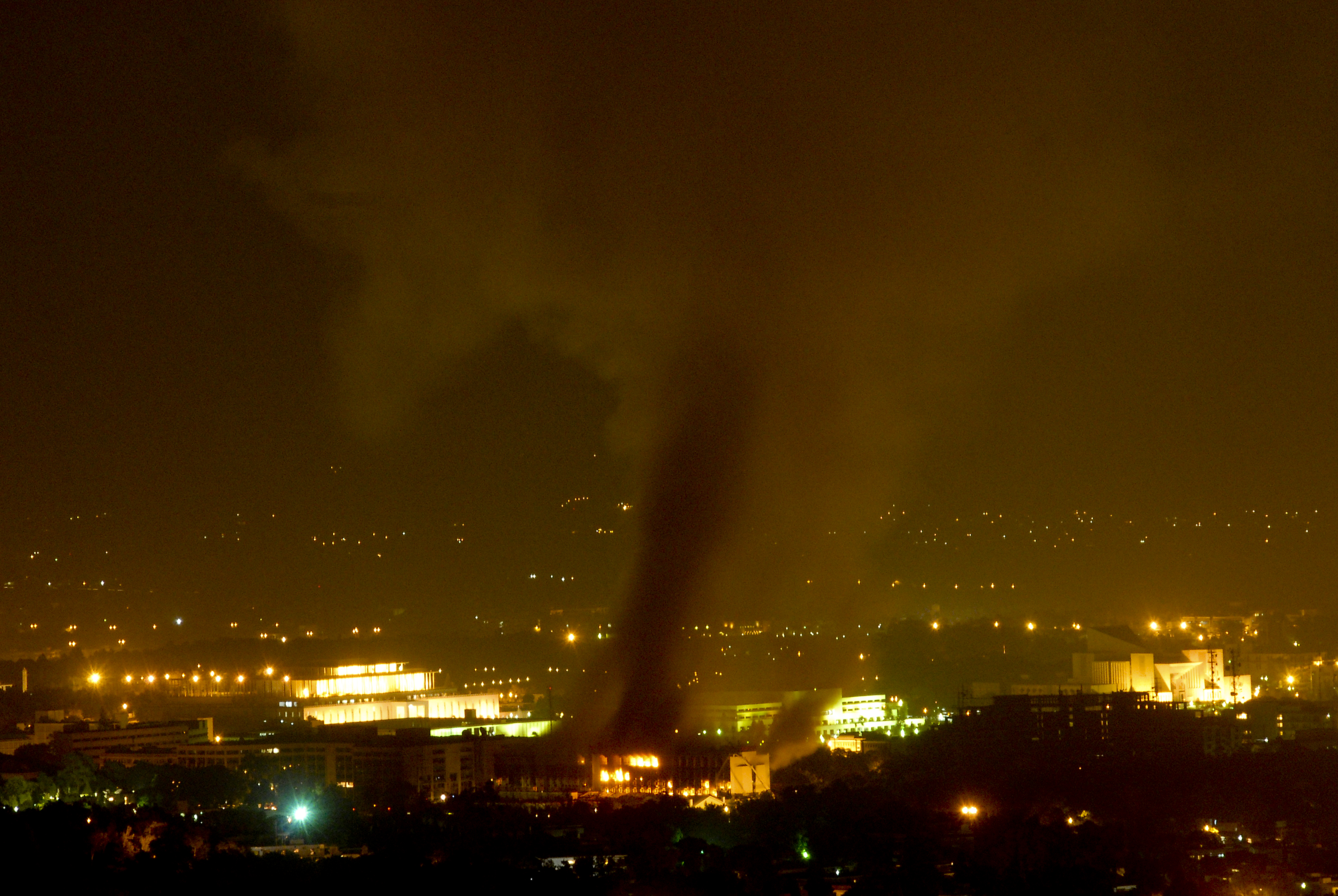

이슬라마바드 매리엇 호텔 폭탄 테러는 2008년 9월 20일에 파키스탄 이슬라마바드 매리엇 호텔에서 발생한 테러 사건이다. 54명이 사망하고 266명이 부상당했다.